# Петралона (дем Неа Пропонтида)
Вижте пояснителната страница за други значения на Петралона.
Петра̀лона или Телкели (на гръцки: Πετράλωνα, до 1927 година Τελκελή, Телкели) е село в Егейска Македония, Гърция, в дем Неа Пропонтида, административна област Централна Македония. Според преброяването от 2001 година Петралона има 362 жители.

## География
Петралона е разположено в западната част на Халкидическия полуостров, на 10 километра североизточно от град Неа Каликратия и на 7 северно от Неа Триглия. Селото е известно с едноименната пещера Петралона, в които са открити най-старите следи от живот в района.

## История
Към 1900 година според статистиката на Васил Кънчов („Македония. Етнография и статистика“) в Тилекели Махала живеят 530 жители турци.
В 1912 година, по време на Балканската война, в Тилекели влизат гръцки части и след Междусъюзническата война в 1913 година остава в Гърция. След Гръцко-турската война в 1922 година турското му население се изселва. В 1927 година е прекръстено на Петралона.